# 8940 Yakushimaru
8940 Yakushimaru este un asteroid din centura principală de asteroizi.

## Descriere
8940 Yakushimaru este un asteroid din centura principală de asteroizi. A fost descoperit pe 29 ianuarie 1997 la Ōizumi de Takao Kobayashi. El prezintă o orbită caracterizată de o semiaxă mare de 2,93 ua, o excentricitate de 0,04 și o înclinație de 3,1° în raport cu ecliptica.